# Alapos olvasás
Az irodalomtudományban az alapos olvasás (close reading) fogalma alatt egy szöveg nagyon alapos értelmezését és elemzését értjük. Ennél a módszernél az általánostól és megszokottól eltérő szövegrészek összehasonlítása rendkívül fontos. A vizsgálódás tárgyát minden egyes szó, a mondattan, a szavak és mondatok sorrendje és egymás közötti viszonya is képezi.
Az alapos olvasás az ún. új kriticizmus irodalomelméleti irányzat ötlete volt a 20. század közepén és mára a kritikai olvasás alapvető eszközévé vált. A módszer úttörői közé az angol bölcsész I. A. Richards valamint az ő tanítványa William Empson tartoznak. Empson Seven Types of Ambiguity című tanulmánya mára az új kriticizmus alapművei közé tartozik.    
Egy kétszáz szavas költemény figyelmes és alapos olvasása egy több ezer szavas elemzést is eredményezhet. Pl. Jacques Derrida Ulysses Gramophone esszéjében 80 oldalt szentel James Joyce Ulysses című regényében a „yes“  szó elemzésének.

## Lásd még
- Új kriticizmus